# Juin 2019
Juin 2019 est le 6e mois de l'année 2019.

## Climat
Le mois de juin 2019 est le mois de juin le plus chaud jamais enregistré dans l'Histoire du monde. Ceci se traduit par la canicule précoce en Europe et en Afrique du Nord, au cours de laquelle des records absolus de température ont été battus en France et en Italie.

### France
En France, le mois de juin a été très capricieux. Après quelques jours de beau temps chaud les premiers jours de juin, une tempête tardive, nommée Miguel, a traversé le nord-ouest de la France le 7 juin. C'est très rare de voir une tempête aussi tard. La fraîcheur est alors revenue. De violents orages ont éclaté en Rhône-Alpes le 15 juin avec de gros dégâts dans la Drôme. Les orages ont continué jusqu'au 21 puis une canicule exceptionnelle arrive en France le 23 juin et se poursuit jusque début juillet. C'est la plus forte canicule jamais enregistrée en France durant un mois de juin. Dans de nombreuses villes des records pour un mois de juin, voir absolus sont battus. Le 27 juin est la journée la plus chaude enregistrée pour un mois de juin. Le record national tous mois confondus de température de 44,1 °C codétenu par Conqueyrac et Saint-Christol-lès-Alès a été largement battu avec 46,0 °C à Vérargues le 28. 
Sur l'ensemble du mois la température a été supérieure de 1,8 °C par rapport à la normale. Malgré la canicule ce n'est que le 5e mois de juin le plus chaud à cause de la première quinzaine de juin assez fraîche.
Les précipitations ont été légèrement supérieures aux normales mais avec de fortes disparités.
L'ensoleillement a été globalement excédentaire.

## Événements
- 1er juin : l'explosion d'une usine d'explosif à Dzerjinsk en Russie fait 79 blessés.
- 2 juin :
  - référendum à Saint-Marin ;
  - Assassinat de Walter Lübcke : l'élu allemand CDU allemand Walter Lübcke, connu pour sa défense de la politique de l'accueil des migrants, est assassiné chez lui à Wolfhagen par un néonazi[4].
  - Richard Carapaz devient le premier cycliste équatorien à remporter le Tour d’Italie.
- 3 juin :
  - Brigitte Bierlein est nommée chancelière fédérale d’Autriche ;
  - à Khartoum (Soudan), la violente dispersion des manifestants fait au moins 35 morts[5].
- 5 juin : élections législatives au Danemark.
- 5 et 6 juin : commémorations en Europe à l'occasion du 75e anniversaire du débarquement de Normandie.
- 7 juin : Amnesty International décerne à la jeune militante suédoise pour le changement climatique Greta Thunberg — ainsi qu'au mouvement de collégiens, de lycéens et d’étudiants Fridays for Future, qu'elle a inspiré — son prix « le plus prestigieux » ; Ambassadeur de la conscience[6].
- 7 juin au 7 juillet : Coupe du monde féminine de football en France.
- 9 juin :
  - élection présidentielle au Kazakhstan ;
  - Crise constitutionnelle en Moldavie : la Cour constitutionnelle invalide la nomination de la Première ministre Maia Sandu, retire tout pouvoir au Parlement, suspend le président Igor Dodon, désigne l'ex-Premier ministre Pavel Filip président par intérim et le charge de dissoudre le Parlement afin d'organiser des élections législatives anticipées.
  - Le journal d'investigation The Intercept révèle que le juge Sérgio Moro et les enquêteurs chargés de l'enquête anti-corruption Lava Jato auraient comploté entre eux pour empêcher que l'ancien président brésilien Lula puisse se présenter à l'élection présidentielle de 2018. Un recours sur l'impartialité de Moro et un autre sur une demande de libération de Lula seront examinés.
- 9 et 10 juin : le massacre de Sobane-Kou fait au moins 35 morts au Mali.
- 10 juin : en Grèce, le président Prokópis Pavlópoulos dissout le Parlement et convoque des élections anticipées pour le 7 juillet.
- 11 juin : au Botswana, La Haute Cour décriminalise l'homosexualité.
- 12 juin : en Arabie saoudite, l'aéroport d'Abha est frappé par un projectile lancé par des Houthis du Yémen, blessant ainsi 26 personnes et provoquant l'hospitalisation de huit d'entre-elles[7]. Il subit ensuite une attaque par drones déjouée le 14[8] et une autre réussie selon les Houtis le 15[9].
- 13 juin :
  - par une décision de sa cour constitutionnelle, l'Équateur devient le 28e pays au monde et le 5e en Amérique du Sud à légaliser le mariage homosexuel ;
  - un incident dans le golfe d'Oman a lieu près du détroit d'Ormuz.
- 14 juin : Grève féministe et des femmes* en Suisse.
- 15 juin : en Moldavie, le retrait de Pavel Filip et celui de la décision de la cour constitutionnelle met fin à la Crise constitutionnelle, à l'avantage de la Première ministre Maia Sandu.
- 15 juin au 13 juillet : Coupe d'Afrique des nations de football en Égypte.
- 16 juin :
  - élections législatives, présidentielle et municipales au Guatemala ;
  - grande panne de courant en Argentine, au Paraguay et en Uruguay.
- 17 juin : au Mali, le massacre de Gangafani et Yoro fait au moins 38 morts.
- 22 juin :
  - élection présidentielle en Mauritanie, Mohamed Ould Ghazouani est élu ;
  - une tentative de coup d'État dans l'Amhara au nord-ouest de l'Éthiopie cause des dizaines de morts et les assassinats entre-autres du président de la région d'Amhara Ambachew Mekonnen et du chef d'état-major éthiopien le général Seare Mekonnen, et se termine par une victoire des loyalistes ; le général putschiste ethno-nationaliste Asaminew Tsige est éliminé deux jours plus tard par la police éthiopienne ;
  - impact du petit astéroïde 2019 MO au large des côtes de la Jamaïque.
- 23 juin : l'opposant Ekrem İmamoğlu, vainqueur des élections municipales turques de 2019 en mars à Istanbul mais dont la victoire avait été invalidée sur demande du président turc Recep Tayyip Erdoğan, remporte la nouvelle élection municipale encore plus largement.
- 24 juin : Milan et Cortina d'Ampezzo sont choisies par le CIO pour l'organisation des Jeux olympiques d'hiver de 2026.
- À partir du 24 juin : plusieurs pays d'Europe et d'Afrique du Nord sont touchés par une canicule précoce, des records absolus de températures sont battus en France et en Italie.
- 26 juin : la croate Marija Pejčinović Burić est élue secrétaire générale du Conseil de l'Europe.
- 27 juin :
  - la socio-démocrate Mette Frederiksen est chargée de former le gouvernement danois ;
  - pour la première fois depuis la création de l'épreuve en 1958, un Français, Alexandre Kantorow, décroche le premier prix de piano du Concours international Tchaïkovski.
  - en Tunisie, à Tunis :
    - un double-attentat-suicide contre la police, revendiqué par l’État Islamique, provoque 1 mort chez les policiers et 8 blessés[10] ;
    - quelques heures après, le président Béji Caïd Essebsi doit être hospitalisé à la suite d'« un grave malaise »[11].
- 28 et 29 juin : sommet du G20 à Osaka (Japon).
- 30 juin :
  - élections municipales au Togo ;
  - élection gouvernorale en Gagaouzie (Moldavie) ;
  - au Mexique :
    - la Garde nationale du Mexique commence à absorber la Police fédérale et une partie de la Marine, afin de créer une super-institution plus efficace chargée de la sécurité des citoyens mexicains face à la corruption et à la guerre de la drogue ;
    - à la suite de très violents orages de grêle, et alors que la température était supérieure à 20 °C au moment de l'orage et qu'elle avait atteint les 30 °C les jours précédents, la ville tropicale de Guadalajara est recouverte par 1.5 mètre de glace[12],[13].